# Sungai Ibul
Sungai Ibul is een bestuurslaag in het regentschap Muara Enim van de provincie Zuid-Sumatra, Indonesië. Sungai Ibul telt 1685 inwoners (volkstelling 2010).